# Farman F.60 Goliath

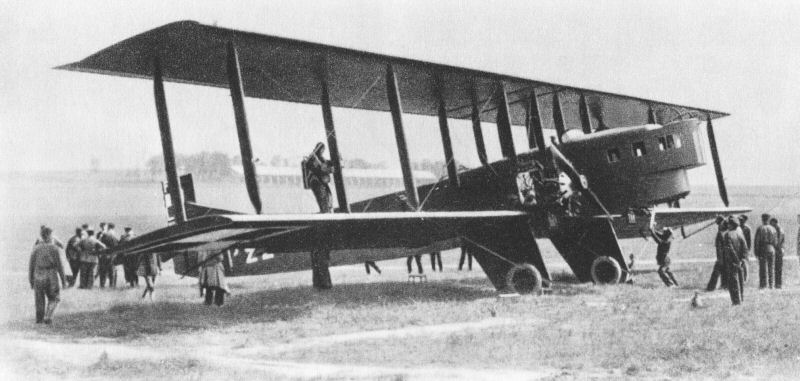
De Farman Goliath

De Farman F.60 Goliath is een dubbeldekker-passagiersvliegtuig en bommenwerper, gebouwd door de Franse vliegtuigbouwer Farman. 

## Beschrijving
De F.60 is ontworpen in 1918 en was oorspronkelijk bedoeld als een zware bommenwerper. Toen tijdens het testen van de F.60 de Eerste Wereldoorlog op zijn eind liep, zag Farman in dat het toestel als bommenwerper geen orders zou binnen halen. Daarom werd besloten om de F.60 om te bouwen tot passagiersvliegtuig. De eerste vlucht vond plaats in januari 1919, waarna het toestel in februari werd geïntroduceerd. Behalve in Frankrijk is de F.60 ook in Tsjecho-Slowakije bij Avia gebouwd als Avia F-60 Goliáš. In totaal zijn er meer dan zestig F.60’s gebouwd.
Op 22 maart 1919 begon de eerste internationale reguliere vliegdienst tussen Brussel en Parijs met een F.60 vliegtuig.

### Specificaties
- Bemanning: 2
- Capaciteit: 12 à 14 passagiers
- Lengte: 14,33 m
- Spanwijdte: 26,50 m
- Hoogte: 5,00 m
- Vleugeloppervlak: 160 m2
- Leeggewicht: 2500 kg
- Maximumgewicht: 4770 kg
- Vleugelbelasting: 34 kg/m2

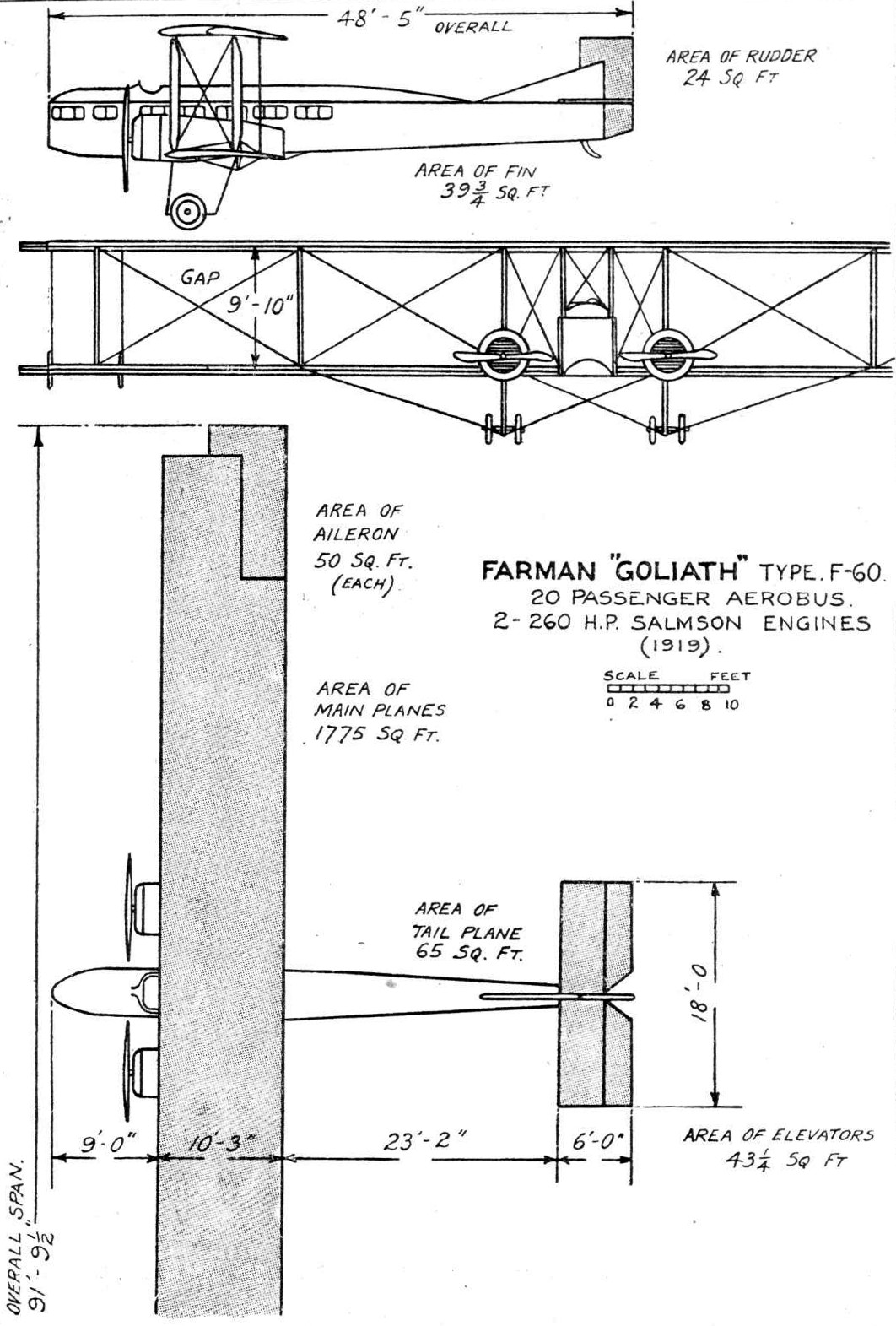
Farman F.60 Goliath

- Motoren: 2× Salmson Z.9 watergekoelde stermotoren, 194 kW (260 pk) elk
- Eerste vlucht: januari 1919
- Uit dienst: 1931
- Aantal gebouwd: 60

Prestaties
- Maximumsnelheid: 140 km/h
- Kruissnelheid: 120 km/h
- Vliegbereik: 400 km
- Plafond: 4000 m
- Klimsnelheid: 3,5 m/s

## Versies
- FF.60: De drie prototypes werden zo genoemd
- F.60: Civiel passagiersvliegtuig, aangedreven door twee Salmson CM.9 stermotoren, 194 kW (260 pk) elk
- F.60bis: De vrachtversie van de F.60, aangedreven door twee Salmson 9Az motoren, 224 kW (300 pk) elk
- F.60 Bn.2: Driezits nachtbommenwerper, een verdere ontwikkeling op de F.60, aangedreven door twee Salmson 9Zm motoren, 194 kW (260 pk) elk
- F.60 Torp: Torpedobommenwerper watervliegtuig, aangedreven door twee Gnome et Rhône Jupiter stermotoren
- F.60M: versie met een afgestompte neus gebouwd in 1924, aangedreven door twee Renault 12Fy motoren, 231 kW (310 pk) elk
- F.61: Een F.60 gebouwd met twee Renault 12Fe motoren, 224 kW (300 pk) elk, slechts twee gebouwd
- F.62 BN.4: Export versie voor de Sovjet-Unie, aangedreven door Lorraine-Dietrich V-12 motoren, 336 kW (450 pk) ek
- F.63 BN.4: Net als de F.62 BN.4 een export versie, aangedreven door twee Gnome et Rhône Jupiter stermotoren, 336 kW (450 pk) elk
- F.65: Versie gebouwd voor de Franse Marine, aanpasbaar, kon zowel met landingsgestel als drijvers uitgerust worden uitgerust
- F.66 BN.3: Export versie voor Roemenië, één toestel gebouwd, maar uiteindelijk niet geëxporteerd, aangedreven met een Jupiter motor
- F.66 BN.4: Export versie voor Polen, 23 stuks gebouwd, aangedreven door een Jupiter motor
- F.4X: één speciale Goliath, aangedreven door vier Salmson stermotoren in tandem paren
- F.140 Super Goliath: Superzware bommenwerper prototype, aangedreven door vier Farman motoren in tandem paren, 373 kW (500 pk) elk

## Gebruikers

### Civiele gebruikers
- België
  - SNETA
- Colombia
  - CCNA
- Frankrijk
  - Air Union
  - CGEA
  - CMA
  - Farman Airlines
- Tsjecho-Slowakije
  - ČSA

### Militaire gebruikers
- Frankrijk
  - Franse luchtmacht: F.60 bn.2’s
  - Franse marine: F.60 bn.2’s
- Italië
- Japan
- Polen: F.66 BN.4’s
- Sovjet-Unie: F.62 BN.4’s